# Kanjina
Kanjina är en ort i Bosnien och Hercegovina.   Den ligger i entiteten Federationen Bosnien och Hercegovina, i den centrala delen av landet, 30 km sydväst om huvudstaden Sarajevo. Kanjina ligger 351 meter över havet och antalet invånare är 136.
Terrängen runt Kanjina är kuperad norrut, men söderut är den bergig. Kanjina ligger nere i en dal.Närmaste större samhälle är Konjic, 4,4 km sydväst om Kanjina. 
Omgivningarna runt Kanjina är en mosaik av jordbruksmark och naturlig växtlighet. Runt Kanjina är det ganska tätbefolkat, med 93 invånare per kvadratkilometer.